# Криворотов, Михаил Павлович
Михаил Павлович Криворо́тов (10 сентября 1920 года — 18 февраля 1943 года) — старший механик-водитель танка 1-го танкового полка (1-я отдельная танковая бригада, 21-я армия, Юго-Западный фронт), лейтенант, Герой Советского Союза.

## Биография
Михаил Павлович Криворотов родился 10 сентября 1920 года в д. Ново-Константиновка Благоварского района Башкирской АССР.
Русский. Окончил семь классов. До войны работал комбайнером в совхозе.
В Советскую Армию призван Благоварским райвоенкоматом в 1940 году. Участник Великой Отечественной войны с июня 1941 года.
Старший механик-водитель танка 1-го танкового полка (1-я отдельная танковая бригада, 21-я армия, Юго-Западный фронт) комсомолец рядовой М. П. Криворотов отличился в боях под с. Штеповка (Лебединский район Сумской области).
Умер 18 февраля 1943 г. в госпитале. Похоронен в г. Астрахани.

## Подвиг
«1 октября 1941 г., — отмечается в наградном листе, — М. П. Криворотов семь раз водил танк в атаку на противника, обнаружив огневые точки, корректировал огонь танкового орудия и направлял танк на цель. Было уничтожено одно противотанковое орудие, пять крупнокалиберных пулемётов, две миномётные батареи противника, раздавлено танком несколько автомашин.
В последней атаке от попадания артиллерийского снаряда танк загорелся, все члены экипажа, кроме водителя, погибли. Раненый М. П. Криворотов направил горящий танк на артиллерийскую батарею противника. В расположении батареи танк взорвался. Орудия врага замолчали. За несколько мгновений до взрыва М. П. Криворотов успел выбраться из танка».
Звание Героя Советского Союза М. П. Криворотову присвоено 20 ноября 1941 года.

## Награды
- Медаль «Золотая Звезда» Героя Советского Союза (20.11.1941)[4].
- Орден Ленина (20.11.1941).

## Память
Имя М. П. Криворотова носит Троицкая средняя школа Благоварского района Башкирии.